# Artister mot nazister
Artister mot nazister var från början ett begrepp för en musikgala i Globen i Stockholm i Sverige den 16 januari 2001, mot ideologier och åsikter som nazism, rasism, fascism och främlingsfientlighet. Därefter startade flera artister och grupper en stiftelse som gavs namnet Artister mot nazister. Galan sändes i TV4  och direkt i Sveriges Radio P3.
Artister mot nazister heter egentligen Stiftelsen Hela Sverige Artister mot nazister. Den bildades i samband med galan. I stiftelsens stadgar står att "Stiftelsen skall varje år dela ut minst ett stipendium till grupper eller individer som aktivt arbetar för att bekämpa nazismen i Sverige."  På statsråd (Sverige)et Mona Sahlins initiativ tilldelade Regeringen stiftelsen 5 miljoner kronor som grundplåt.   Mest pengar - räknat fram till januari 2008 - gick till Stiftelsen Expo, nämligen 3,6 miljoner kronor. I januari 2008 valde man att betala ut 350 000 kronor direkt till några skribenter hos Expo samt även till tidskriftens ansvarige utgivare tv-producenten Robert Aschberg. Stiftelsen meddelade på sin hemsida i februari 2008 att man totalt hade betalat ut cirka 6,5 miljoner kronor. Ungefär hälften hade sålunda används till stöd för utgivningen av Expo.
Andra stipendiater är författaren Salka Sandén, journalisten Fredrik Jönsson,  historikern Helene Lööw och politikern Gustav Fridolin. Till de organisationer som har fått stipendier hör lokalavdelningar inom Arbetarnas bildningsförbund, Ung vänster och LO, Informationsgruppen Förintelsens Ögonvittnen, dels gruppen gemensamt, dels flera medlemmar ur gruppen.
Initiativet till Artister mot nazister togs av trubadurerna Mikael Wiehe och Tomas Ledin, som båda har fortsatt att verka inom stiftelsen. Wiehe och Ledin hade redan 1985 samarbetat i den stora ANC-galan, en manifestation mot den sydafrikanska apartheidregimen vilken ägde rum i Scandinavium i Göteborg.

## Musikalbum
Ungefär en vecka efter galan utkom galan på dubbelalbum.

### Spårlista

#### CD 1
1. Artister mot nazister – Det här är ditt land (This Land is Your Land, singelversion) - 4.54
2. Barnkör från Adolf Fredriks musikklasser – Du gamla, du fria - 3.52
3. Mark Levengood & Alice Bah Kuhnke - Introduktion - 2.11
4. Thåström – Älska dig själv - 3.39
5. Stefan Sundström – Fisk i en skål - 4.52
6. Lars Winnerbäck – Nånting större - 5.18
7. Staffan Hellstrand & Idde Schultz – Fanfar - 3.36
8. Tomas Andersson Wij – Landet vi föddes i - 3.07
9. Fattaru – Gul & blå II - 4.20
10. Feven feat. Nougie Jadama – Tänk om - 4.13
11. Hiphopkollektivet – Glöm aldrig - 5.25
12. Marie Fredriksson – För dom som älskar - 4.31
13. The Ark – Ain't Too Proud to Bow - 4.05
14. Rikard Wolff & The Ark – Vackra pojkar, vackra män - 4.36
15. Mikael Wiehe – En sång till modet 4.17
16. Hans Alfredson - Tal - 2.11

#### CD 2
1. Urga – Too Late - 5.20
2. Anders Högström – Tal - 1.42
3. Joppe Pihlgren & Sahara Hotnights – Solglasögon - 2.57
4. Mark Levengood & Alice Bah Kuhnke - Tal 1.21
5. Superia – Permission - 3.39
6. Jonas Gardell - Tal 3.46
7. Di Leva feat. Timbuktu – Jag ger mitt hjärta - 5.21
8. Tomas Ledin – Balladen om djävulen och ängeln - 6.07
9. Bo Kaspers Orkester – Vi kommer aldrig att dö - 5.15
10. Eagle Eye Cherry & Blacknuss – Together - 6.47
11. Blacknuss feat. ADL & Swing – Getaway - 4.58
12. Tomas Ledin, Mikael Wiehe, Markoolio & Blacknuss – Håll Sverige rent - 5.41
13. Peps Persson, Emilia Rydberg, Petter, Feven, Daddy Boastin, ADL, Ola Salo, Lisa Ekdahl, Cajsalisa Ejemyr & Blacknuss Allstars – Det här är ditt land (This Land is Your Land) - 5.26

## Stipendium
Stiftelsen delar varje år ut stipendium. Premiäråret för detta var 2002.